# Евдокимовское муниципальное образование
Евдокимовское муниципальное образование — сельское поселение в
Тулунском районе Иркутской области России. Административный центр — село Бадар.

## Демография
| 2010  | 2011  | 2012  | 2013  | 2014  | 2015  | 2016  |
| ----- | ----- | ----- | ----- | ----- | ----- | ----- |
| 1625  | ↘1620 | ↘1598 | ↘1564 | ↘1554 | ↘1537 | ↘1505 |
| 2017  |       |       |       |       |       |       |
| ↘1483 |       |       |       |       |       |       |

По результатам Всероссийской переписи населения 2010 года
численность населения муниципального образования составила 1625 человек, в том числе 763 мужчины и 862 женщины.

## Населённые пункты
В состав муниципального образования входят населённые пункты:
1. Бадар
2. Евдокимова
3. Евдокимовский
4. Забор
5. Участок Красноозерский
6. Красный Октябрь